# Rund um den Henninger-Turm 1985
Il Rund um den Henninger-Turm 1985, ventiquattresima edizione della corsa, si svolse il 1º maggio su un percorso di 242 km, con partenza e arrivo a Francoforte sul Meno. Fu vinto dall'australiano Phil Anderson della squadra Panasonic davanti all'olandese Johan Lammerts e al tedesco occidentale Rolf Gölz.

## Ordine d'arrivo (Top 10)
| Pos. | Corridore         | Squadra                     | Tempo    |
| ---- | ----------------- | --------------------------- | -------- |
| 1    | Phil Anderson     | Panasonic                   | 6h11'06" |
| 2    | Johan Lammerts    | Panasonic                   | s.t.     |
| 3    | Rolf Gölz         | Del Tongo-Colnago           | s.t.     |
| 4    | Eric Vanderaerden | Panasonic                   | a 17"    |
| 5    | Jef Lieckens      | Lotto-Eddy Merckx           | s.t.     |
| 6    | Eric Van Lancker  | Fangio-Ecoturbo-Eylenbosch  | s.t.     |
| 7    | Nico Verhoeven    | Skala-Skil                  | s.t.     |
| 8    | Steve Bauer       | La Vie Claire Wonder-Radar  | s.t.     |
| 9    | Jörg Bruggmann    | Malvor-Bottecchia-Vaporella | s.t.     |
| 10   | Guido Van Calster | Ariostea-Oece               | s.t.     |